# إموري كريستوف
إموري كريستوف (بالإنجليزية: Emory Kristof)‏ هو مصور أمريكي، ولد في 19 نوفمبر 1942 في لوريل في الولايات المتحدة.